# UE Poble Sec
UE Poble Sec is een Spaanse voetbalclub uit de wijk Poble Sec in het district Sants-Montjuïc van de stad Barcelona. De club speelt in de Primera Divisió Catalana, de hoogste Catalaanse amateurdivisie. Thuisstadion is het Complex Esportiu Municipal Pau Negre.

## Geschiedenis
UE Poble Sec werd opgericht op 3 januari 1928. Het grootste succes in de clubgeschiedenis was de winst van de Trofeu Moscardó, een Catalaans bekertoernooi, in 1958 ten koste van CA Ibèria (2-1).

## Gewonnen prijzen
- Trofeu Moscardó: 1958

## Bekende spelers
- Ferran Olivella